# Zaolzie
Zaolzie (pronuncia: za'olźe) è il nome polacco di un'area che attualmente si trova in Repubblica Ceca, ma che è stata contesa tra la Polonia interbellica e la Cecoslovacchia. Il nome significa "terra al di là del fiume Olza", ed è anche chiamata Śląsk zaolziański, che significa "Slesia oltre l'Olza". Termini equivalenti in altre lingue sono Zaolší (Zaolží) in ceco e Olsa-Gebiet in tedesco. La regione di Zaolzie fu creata nel 1920, quando la Slesia di Cieszyn fu divisa tra la Cecoslovacchia e la Polonia. Zaolzie costituisce la parte orientale della parte ceca della Slesia di Cieszyn; la divisione non soddisfece nessuna delle due parti, e i continui conflitti riguardanti la regione portarono alla sua annessione alla Polonia nell'ottobre 1938, a seguito degli Accordi di Monaco. Dopo la Campagna di Polonia e l'Occupazione della Polonia nel 1939 l'area divenne parte della Germania nazista fino al 1945; dopo la guerra furono ristabiliti i confini precedenti al 1920.
Storicamente, il maggiore gruppo etnico abitante l'area era quello dei polacchi. Sotto il dominio austriaco, la Slesia di Cieszyn fu suddivisa in quattro distretti; uno di questi, Frýdek, aveva una popolazione in gran parte ceca, mentre gli altri tre erano abitati principalmente da polacchi. Durante il XIX secolo, il numero dei tedeschi crebbe; la popolazione ceca invece diminuì alla fine del secolo, per poi tornare ad aumentare all'inizio del XX secolo, e poi dal 1920 al 1938. Ciò fece diventare i polacchi minoranza, cosa che perdura ancora al giorno d'oggi. Un altro significativo gruppo etnico era quello degli ebrei, ma quasi tutta la popolazione ebraica fu sterminata durante la seconda guerra mondiale.
Oltre a polacchi, cechi e tedeschi, vi era un altro gruppo etnico che abitava l'area, quello degli Ślązakowcy (slesiani), che facevano capo ad un'altra identità nazionale slesiana. Il gruppo godeva di sostegno popolare in tutta la Slesia di Cieszyn, e i suoi sostenitori più forti erano tra i protestanti nella parte orientale della Slesia di Cieszyn (oggi parte della Polonia), e non a Zaolzie stessa.

## Nome e territorio
Il termine Zaolzie (che significa "oltre l'Olza", cioè "terre oltre l'Olza") è utilizzato principalmente in Polonia e comunemente dalla minoranza polacca che vive nel territorio. In ceco, l'area si chiama České Těšínsko/Českotěšínsko (cioè "terre di Cieszyn/Těšín"), oppure Zaolží o Zaolší (equivalente a Zaolzie), o ancora Těšínsko o Těšínské Slezsko (che significa Slesia di Cieszyn). Il termine Zaolzie è anche utilizzato da studiosi stranieri.
Il termine "Zaolzie" denota il territorio degli ex distretti di Český Těšín e Fryštát, in cui la popolazione polacca costituiva la maggioranza secondo il censimento austriaco del 1910. L'area è quella della parte orientale della porzione ceca della Slesia di Cieszyn.
Dal 1960, con la riforma della divisione amministrativa della Cecoslovacchia, Zaolzie è compresa nel Distretto di Karviná e della parte orientale del Distretto di Frýdek-Místek.

## Storia
Inizialmente l'area faceva parte della Grande Moravia. Dal 950 al 1060 fu sotto il dominio del Principato di Boemia, e dal 1060 fu parte della Polonia. Dal 1327 l'intera area del Ducato di Cieszyn divenne un feudo autonomo della corona boema. Con la morte di Elisabetta Lucrezia di Teschen, l'ultima duchessa della dinastia polacca dei Piast, nel 1653 l'area passò sotto il controllo dei re cechi della dinastia Asburgo, insieme alla parte restante del Ducato di Cieszyn. Quando quasi tutta la Slesia fu conquistata da Federico il Grande di Prussia nel 1742, la regione di Cieszyn fece parte della piccola porzione meridionale che fu mantenuta dalla monarchia asburgica (Slesia austriaca).
Fino alla metà dei XIX secolo i membri delle popolazioni slave locali non si identificavano come membri delle maggiori entità etnolinguistiche. Nella Slesia di Cieszyn (come in tutte le terre di confine slave occidentali) diverse identità territoriali precedettero le identità etniche e nazionali. La coscienza dell'appartenenza alla nazione polacca o ceca, in Slesia, si radicò molto lentamente.
Dal 1848 alla fine del XIX secolo, le popolazioni locali polacche e ceche cooperarono, unite contro le tendenze germanizzanti dell'Impero austriaco e in seguito dell'Austria-Ungheria.
Alla fine del secolo, quando l'importanza economica dell'area crebbe, nacquero tensioni etniche. La crescita economica causò un'ondata di immigrazione dalla Galizia: circa 60.000 persone arrivarono tra il 1880 e il 1910. I nuovi migranti erano polacchi e poveri, circa metà dei quali erano analfabeti. Lavoravano nelle miniere di carbone e nel settore metallurgico; per queste persone, il principale obiettivo era il benessere materiale, e si interessavano poco della loro madrepatria da cui erano fuggiti. Quasi tutti furono assimilati culturalmente all'interno della popolazione ceca. Molti di loro si stabilirono ad Ostrava (ad ovest del confine etnico), dato che l'industria pesante era molto diffusa nella parte occidentale della Slesia di Cieszyn; ancora oggi, gli etnografi affermano che circa 25.000 persone abitanti ad Ostrava (circa l'8% della popolazione) ha cognomi polacchi.
La popolazione ceca (abitante principalmente nella parte nord dell'area: Bohumín, Orlová, etc.) scese numericamente alla fine del XIX secolo, assimilandosi con la popolazione polacca, prevalente sul piano numerico.

### Il momento della decisione (1918-1920)

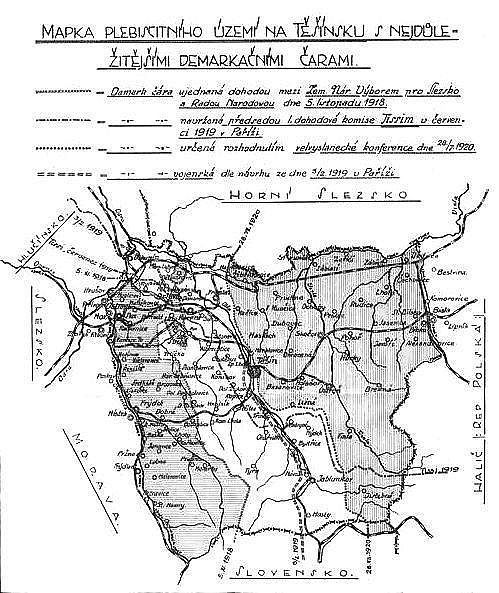
Cartina dell'area del plebiscito della Slesia di Cieszyn, con varie linee di demarcazione.

In origine, entrambi i consigli nazionali (il polacco Rada Narodowa Księstwa Cieszyńskiego nella sua dichiarazione "Ludu śląski!" del 30 ottobre 1918 e il ceco Zemský národní výbor pro Slezsko nella sua dichiarazione del 1º novembre 1918) reclamarono l'intera Slesia di Cieszyn.
Il 31 ottobre 1918, al termine della prima guerra mondiale e con la dissoluzione dell'Austria-Ungheria, la maggioranza della regione fu controllata dalle autorità locali polacche, sostenute dalle forze armate. L'accordo ad interim del 2 novembre 1918 rifletté l'impossibilità dei due consigli nazionali a giungere ad un'eliminazione finale. Il 5 novembre 1918 l'area fu divisa tra Polonia e Cecoslovacchia da un accordo provvisorio di due consigli di auto-governo locale (il ceco Zemský národní výbor pro Slezsko e il polacco Rada Narodowa Księstwa Cieszyńskiego). Nel 1919 entrambi i consigli furono assorbiti dai neo-creati governi centrali di Praga e Varsavia; i cechi non erano soddisfatti del compromesso, ed il 23 gennaio 1919 invasero la regione, mentre i polacchi erano impegnati nella guerra contro la Repubblica Nazionale dell'Ucraina Occidentale.
La ragione dell'invasione ceca del 1919 era stata in primis l'organizzazione delle elezioni parlamentari per il Sejm (il Parlamento) della Seconda Repubblica di Polonia, anche all'interno dell'area disputata; le elezioni dovevano tenersi infatti anche nell'intera Slesia di Cieszyn. I cechi sostennero che le elezioni non dovessero tenersi nell'area disputata, dato che la delimitazione era solo provvisoria e nessuna parte avrebbe dovuto esercitarvi un governo. Quando le richieste ceche furono rigettate dai polacchi, i cechi decisero di risolvere la questione con l'uso della forza.
Le unità ceche furono riunite prezzo Skoczów e il cessate il fuoco fu firmato il 3 febbraio. La nuova Cecoslovacchia reclamò l'area in primis su basi storiche ed etniche, ma specialmente per motivi economici. L'area era infatti importante per i cechi, dato che l'importante linea ferroviaria che connetteva la Slesia ceca con la Slovacchia attraversava l'area: si trattava della ferrovia Košice-Bohumín, che era una delle due linee che collegavano le province ceche con la Slovacchia, all'epoca. La regione, inoltre, è molto ricca di carbone nero, e lì vi si trovavano molte miniere e fabbriche metallurgiche. I polacchi, invece, reclamavano l'area per motivi etnici: la maggioranza della popolazione dell'area era polacca, secondo l'ultimo censimento austriaco del 1910.
In questo clima teso, si decise di tenere un plebiscito all'interno dell'area, chiedendo alla popolazione a quale nazione il territorio avrebbe dovuto essere annesso. I commissari del plebiscito arrivarono alla fine di gennaio del 1920, e dopo aver analizzato la situazione, dichiararono lo stato di emergenza nel territorio il 19 maggio 1920. La situazione rimane molto tesa: intimidazioni, atti di terrorismo, violenze e omicidi colpirono l'area. Il plebiscito non poteva tenersi in un'atmosfera così tesa, pertanto il 10 luglio entrambe le parti rinunciarono all'idea del plebiscito e incaricarono la Conferenza di Spa della decisione. Alla fine, il 58,1% dell'area della Slesia di Cieszyn, contenente il 67,9% della popolazione, fu unita alla Cecoslovacchia il 28 luglio 1920, per decisione della Conferenza. Questo territorio divenne conosciuto, dal punto di vista polacco, come Zaolzie, ossia "terra al di là del fiume Olza", dato che il fiume stesso segnava i confini tra la parte polacca e cecoslovacca del territorio.
Il sostegno maggiore all'unione con la Polonia giungeva dal territorio assegnato alla Cecoslovacchia, mentre alcuni degli oppositori maggiori al dominio polacco provenivano dal territorio assegnato alla Polonia.

#### Il pensiero di Richard M. Watt
Lo storico Richard M. Watt scrive: "Il 5 novembre 1918 i polacchi e i cechi della regione disarmarono le truppe austriache (...) I polacchi presero le aree che sembravano essere le loro, così come i cechi assunsero l'amministrazione delle loro. Nessuno obiettò a questo amichevole accorso (...) Poi Praga ci ripensò. Osservò che con l'accordo del 5 novembre, i polacchi controllavano circa un terzo delle miniere di carbone del ducato. I cechi si resero conto che avevano dato via troppo (...) Fu riconosciuto che ogni conquista a Teschen avrebbe dovuto ricevere l'assenso degli Alleati vittoriosi (...), così i cechi tesserono la storia secondo la quale l'area di Teschen stava divenendo bolscevica (...) I cechi costituirono un corpo di fanteria, circa 15.000 uomini, e il 23 gennaio 1919 invasero le aree dei polacchi. Per confondere questi ultimi, i cechi arruolarono alcuni ufficiali Alleati con origini ceche e misero questi uomini nelle rispettive uniformi da guerra a capo delle forze di invasione. Dopo qualche piccola schermaglia, le difese polacche furono eluse." Watt non menziona l'opposizione ceca alle elezioni per il Sejm, come anche il precedente spiegamento di forze polacche e il loro armamento nell'area disputata.
Nel 1919 il problema giunse fino a Parigi, di fronte agli Alleati della prima guerra mondiale. Watt sostiene che i polacchi basavano le proprie pretese su ragioni etnografiche, mentre i cechi le spiegavano basandole sul carbone di Teschen, utile per influenzare le azioni dell'Austria e dell'Ungheria, le cui capitali erano rifornite di carbone dal Ducato di Teschen. Watt tralascia il problema delle minoranze ceche della regione, come anche il bisogno urgente della Cecoslovacchia di impadronirsi dell'unica ferrovia che correva fino alla Slovacchia orientale, passando per Zaolzie. Gli Alleati decisero infine che i cechi avrebbero dovuto ottenere il 60% delle miniere di carbone, mentre i polacchi avrebbero avuto la maggior parte della popolazione e la linea ferroviaria strategica. Watt scrive: "L'inviato ceco Edvard Beneš propose un plebiscito; gli alleati furono scossi, dato che i cechi lo avrebbero perso. Tuttavia Beneš insistette, e il plebiscito fu annunciato per il settembre 1919. Beneš sapeva cosa stava facendo, infatti il plebiscito avrebbe richiesto molto tempo per l'organizzazione, e molte cose avrebbero potuto succedere nel frattempo, specialmente se gli affari della nazione sarebbero stati condotti in modo sagace come la Cecoslovacchia stava facendo."
Watt sostiene che Beneš attese strategicamente il momento di debolezza della Polonia, e si mosse durante la crisi della guerra polacco-sovietica nel luglio 1920. Come scrive Watt, "Al tavolo, Beneš convinse gli inglesi e i francesi che il plebiscito non avrebbe dovuto svolgersi e che gli alleati dovevano semplicemente imporre la propria decisione sull'affare di Teschen. Inoltre, Beneš persuase inglesi e francesi a tracciare una linea di frontiera che assegnasse alla Cecoslovacchia gran parte del territorio di Teschen, la ferrovia vitale e tutti gli importanti giacimenti di carbone. Con questa frontiera, 139.000 polacchi furono lasciati in territorio ceco, mentre solo 2.000 cechi rimasero nella parte polacca".
"La mattina successiva Beneš visitò la delegazione polacca a Spa. Dando l'impressione che i cechi avrebbero accettato un accordo favorevole ai polacchi senza un plebiscito, Beneš portò i polacchi a firmare un accordo secondo cui la Polonia avrebbe acconsentito ad ogni decisione Alleata riguardante Teschen. I polacchi, naturalmente, non potevano sapere che Beneš aveva già convinto gli Alleati ad una decisione. Dopo un breve intervallo, per far sembrare che si fosse svolta una riunione, il Consiglio Alleati degli Ambasciatori a Parigi impose la propria 'decisione'. Il Primo ministro della Polonia Wincenty Witos avvisò: 'La nazione polacca ha ricevuto un duro colpo che giocherà un ruolo fondamentale nelle nostre relazioni con la Repubblica Cecoslovacca. La decisione del Consiglio degli Ambasciatori ha consegnato ai cechi una parte delle terre polacche contenente una popolazione prevalentemente polacca... La decisione ha causato una contesa tra queste due nazioni che, solitamente, sono politicamente ed economicamente unite' (...)."
Questo affare inacidì le relazioni tra Praga e Varsavia, e si rivelò una tragedia quando non si riuscì a materializzare la necessaria cooperazione contro l'espansionismo della Germania nazista nel 1938.

#### Il pensiero di Victor S. Mamatey
Un'altra visione della situazione del 1918-1919 è fornita dallo storico Victor S. Mamatey; egli nota che quando il governo francese riconobbe il diritto della Cecoslovacchia ai "confini di Boemia, Moravia e Slesia austriaca" nella sua nota all'Austria del 19 dicembre, il governo cecoslovacco agì con l'impressione di avere l'appoggio francese riguardo alle sue richieste per la Slesia di Cieszyn come parte della Slesia austriaca. Tuttavia, Parigi pensava di aver dato assicurazioni solo riguardo alle contese tra Germania e Austria, non riguardo a quelle polacche. Parigi vedeva sia la Cecoslovacchia che la Polonia come potenziali alleati contro la Repubblica di Weimar, e non intendeva raffreddare le relazioni con nessuna di esse. Mametey scrive che i polacchi "portarono la questione alla conferenza di pace che si era aperta a Parigi il 18 gennaio. Il 29 gennaio il Consiglio dei Dieci convocò Beneš e il delegato polacco Roman Dmowski per avere spiegazioni, e il 1º febbraio li obbligò a firmare un accordo ridividendo l'area secondo la disposizione finale della conferenza. La Cecoslovacchia non riuscì pertanto a ottenere il proprio obiettivo a Teschen."
Riguardo alla decisione arbitraria, Mamatey scrisse che "Il 25 marzo, per accelerare i lavori della conferenza di pace, il Consiglio dei Dieci fu diviso nel Consiglio dei Quattro (i "Quattro Grandi") e il Consiglio dei Cinque (i ministri degli esteri). All'inizio di aprile i due consigli considerarono e approvarono le raccomandazioni della commissione cecoslovacca senza apportare cambiamenti, con l'eccezione di Teschen, che lasciarono ai negoziati bilaterali tra Polonia e Cecoslovacchia." Quando i negoziati fallirono, gli Alleati proposero dei plebisciti nella Slesia di Cieszyn e anche nei distretti di confine di Orava e Spiš (oggi in Slovacchia), per cui i polacchi avevano avanzato pretese. Alla fine, tuttavia, non si tennero i plebisciti a causa dell'innalzarsi delle ostilità tra cechi e polacchi nella Slesia di Cieszyn. Al loro posto, il 28 luglio 1920, la Conferenza di Spa (anche detta Conferenza degli Ambasciatori) divise le tre aree disputate tra Polonia e Cecoslovacchia.

### Parte della Cecoslovacchia (1920-1938)
La popolazione locale polacca pensava che Varsavia li avesse traditi e non erano pertanto soddisfatti con la divisione della Slesia di Cieszyn. Tra i 12.000 e i 14.000 polacchi furono obbligati a lasciare la Polonia. Non è molto chiaro quanti polacchi abitassero a Zaolzie in Cecoslovacchia: le stime (dipendenti principalmente dal fatto se considerare o meno gli slesiani come polacchi) contano tra 110.000 e 140.000 persone nel 1921. I censimenti del 1921 e del 1930 non sono accurati, in quanto la nazionalità dipendeva dall'auto-dichiarazione e molti polacchi affermarono di essere di nazionalità ceca per timore delle nuove autorità oppure come risultato di ricompense offerte. La legge cecoslovacca garantiva diritti alle minoranze nazionali, ma la realtà a Zaolzie era abbastanza diversa. Le autorità locali ceche rendevano difficile ai polacchi l'ottenimento della cittadinanza, mentre il processo era più spedito quando il candidato si dichiarava di nazionalità ceca, e inviava i propri figli alla scuola ceca. Le nuove scuole ceche erano spesso meglio gestite e rifornite di materiali, fatto che indusse alcuni polacchi a inviarvi i propri figli; inoltre, le scuole ceche erano presenti in quasi tutti i comuni etnicamente polacchi. Questi ed altri fattori contribuirono all'assimilazione culturale dei polacchi e anche ad una significativa emigrazione in Polonia. Dopo pochi anni, il nazionalismo tipico degli anni venti diminuì, e i polacchi iniziarono a cooperare con i cechi, venendo via via assimilati all'interno della popolazione ceca.

### Parte della Polonia (1938–1939)

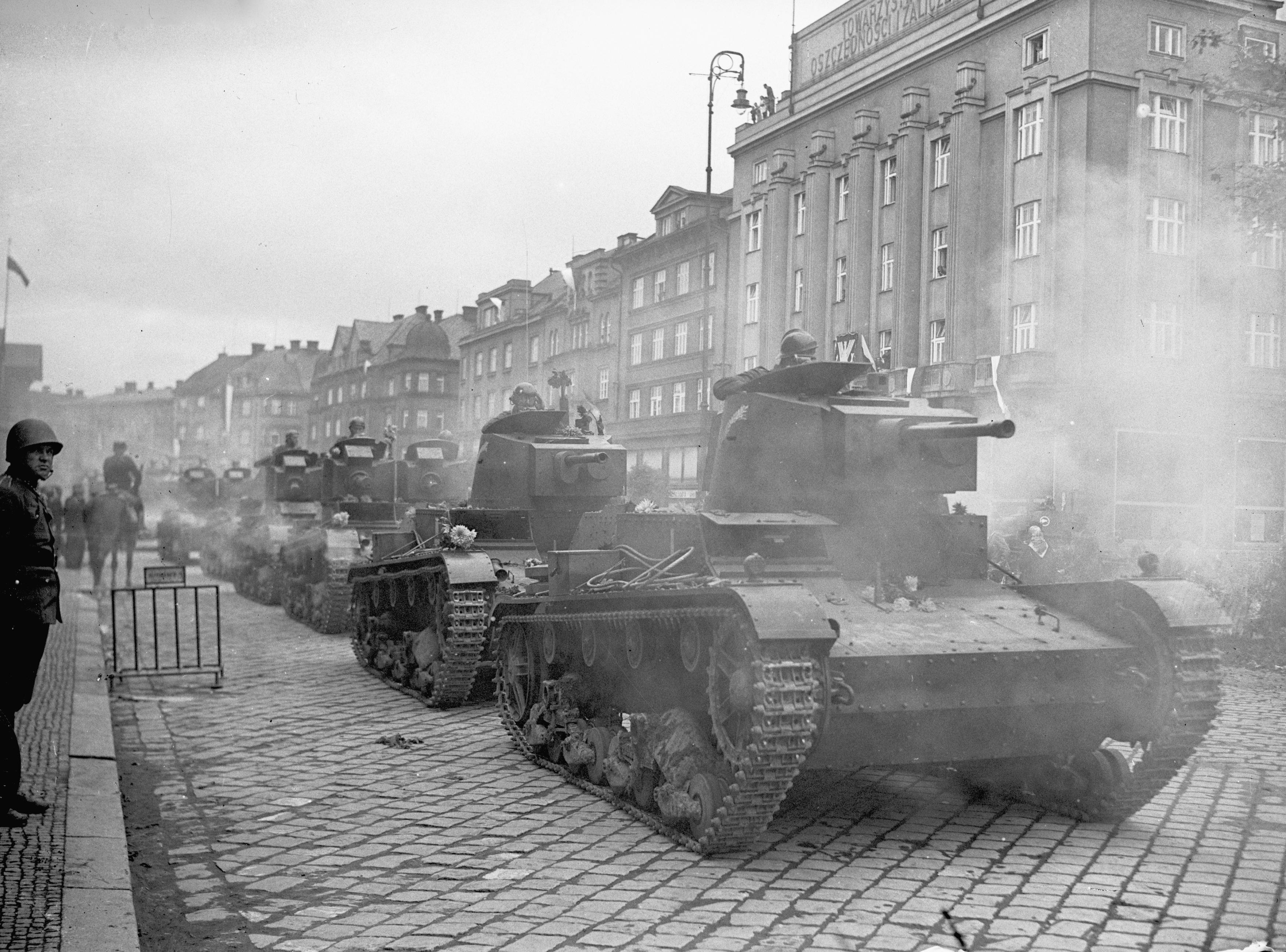
L'esercito polacco che conquista Český Těšín (Czeski Cieszyn) nel 1938

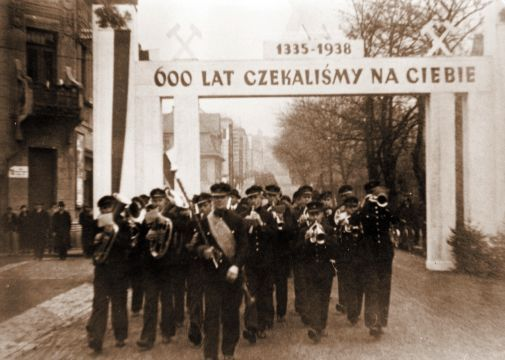
"Da 600 anni vi aspettiamo (1335-1938)." I polacchi salutano l'annessione di Zaolzie alla Repubblica polacca a Karviná, ottobre 1938.

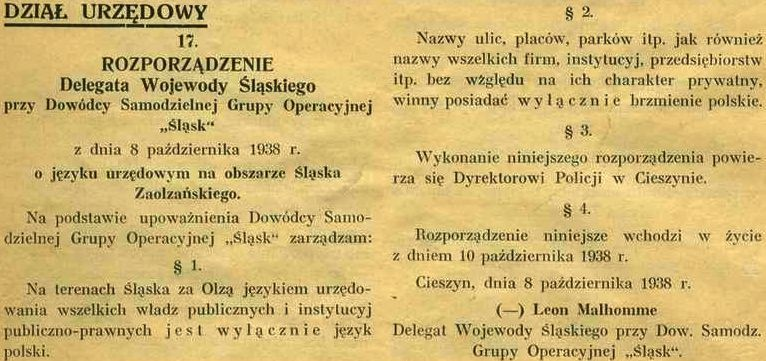
Decreto sulla lingua ufficiale del territorio annesso

All'interno della regione in origine richiesta alla Cecoslovacchia da parte della Germania nazista nel 1938 vi era l'importante snodo ferroviario di Bohumín (polacco: Bogumin, tedesco: Oderberg). I polacchi consideravano questa città multietnica di importanza cruciale per la regione e per gli interessi polacchi. Il 28 settembre Edvard Beneš scrisse una nota all'amministrazione polacca offrendo di riaprire il dibattito sulla demarcazione territoriale a Těšínsko, nell'interesse delle relazioni tra i due stati, ma si attardò a inviare il messaggio nella speranza di buone notizie da Londra e Parigi, che giunsero in maniera molto limitata. Beneš si rivolse quindi alla leadership dell'Unione Sovietica a Mosca, e iniziò una parziale mobilitazione nella Bielorussia orientale e nella RSS Ucraina, per spaventare la Polonia con lo scioglimento del patto di non aggressione sovietico-polacco.
Ciononostante, il colonnello polacco Józef Beck credeva che Varsavia dovesse agire rapidamente per superare l'occupazione tedesca della città. A mezzogiorno del 30 settembre, la Polonia diede un ultimatum al governo cecoslovacco, chiedendo l'immediata evacuazione delle truppe e della polizia cecoslovacca, dando tempo a Praga fino al mezzogiorno seguente. Alle 11:45 del 1º ottobre il ministro degli esteri cecoslovacco convocò l'ambasciatore polacco a Praga e gli confermò che la Polonia poteva avere ciò che voleva. L'esercito polacco, guidato dal generale Władysław Bortnowski, annesse l'area di 801,5 km² e con una popolazione di 227.399 persone.
I tedeschi furono felici del risultato, e furono contenti di poter rinunciare al sacrificio di una piccola ferrovia provinciale a vantaggio della Polonia, in cambio di benefici alla propaganda. Fu condannata la partizione della multietnica Cecoslovacchia, e la Polonia fu resa partecipante nel processo di confusione politica internazionale: la nazione e l'esercito furono accusate di essere complici della Germania nazista, condanna che Varsavia non poté negare facilmente.

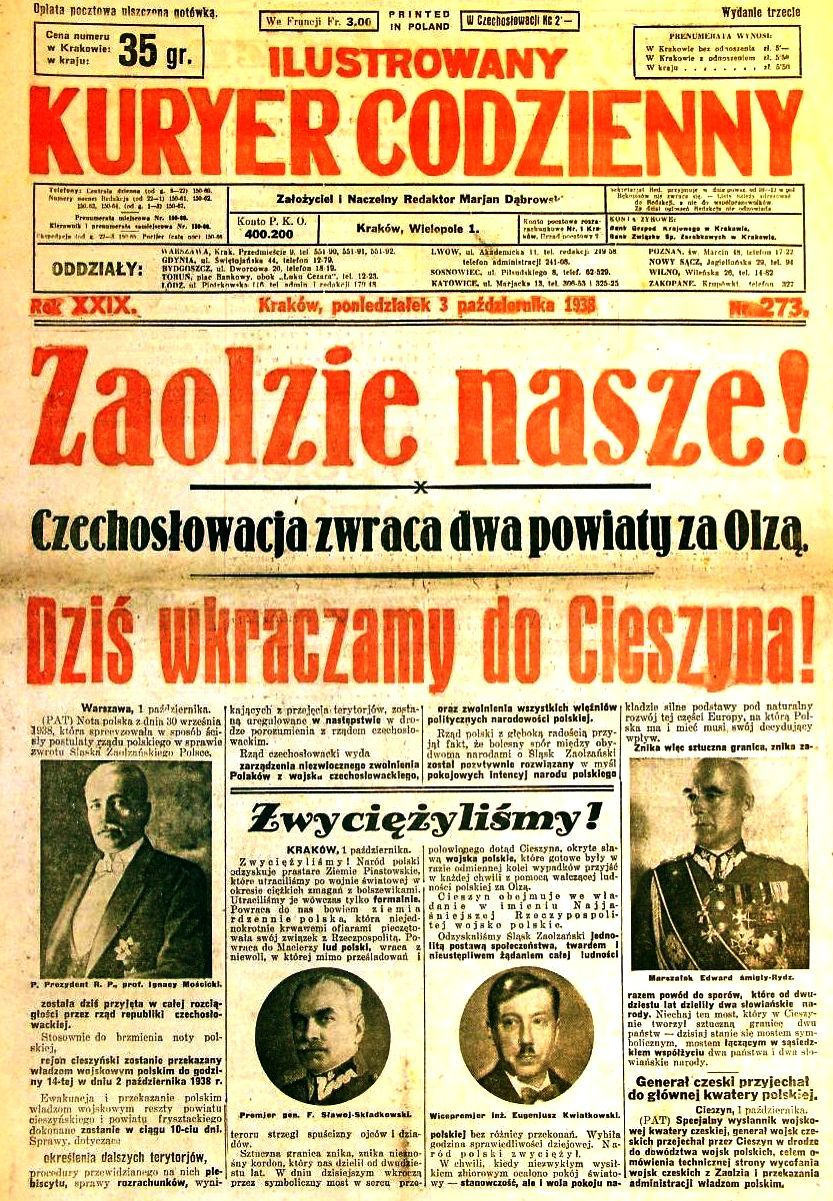
„Zaolzie è nostra!” - Giornale polacco Ilustrowany Kuryer Codzienny del 3 ottobre 1938.

La Polonia sosteneva che i polacchi di Zaolzie meritassero gli stessi diritti etnici e la libertà concessa ai Tedeschi dei Sudeti con l'Accordo di Monaco. La grande maggioranza della popolazione locale polacca salutò con entusiasmo il cambiamento, vedendolo come una liberazione e come forma di giustizia storica, ma cambiarono presto opinione. Le nuove autorità polacche nominarono, per le posizioni di potere, persone abitanti in Polonia, escludendo i locali. La lingua polacca divenne l'unica lingua ufficiale; l'utilizzo del ceco o del tedesco era proibito in pubblico, e i cechi e i tedeschi furono obbligati a lasciare l'area annessa, pena la polonizzazione. Le rapide politiche di polonizzazione seguitono poi tutto l'ambito della vita pubblica e privata; furono smantellate le organizzazioni ceche e furono proibite le loro attività. Le chiese cattoliche dell'area appartenevano all'arcidiocesi di Breslavia (arcivescovo Adolf Bertram) o all'arcidiocesi di Olomouc (arcivescovo Leopold Prečan), che comprendevano tradizionalmente i territori diocesani a ridosso del confine tra Cecoslovacchia e Germania; quando il governo polacco chiese che queste chiese venissero separate da queste due arcidiocesi, la Santa Sede acconsentì. Papa Pio XI, ex nunzio apostolico in Polonia, assoggettò le chiese cattoliche di Zaolzie ad un Amministratore Apostolico, Stanisław Adamski, vescovo di Katowice.
L'istruzione cecoslovacca in lingua ceca e in lingua tedesca fu soppressa e vietata dalle autorità polacche. Circa 35.000 cecoslovacchi, alcuni dei quali avevano ricoperto cariche pubbliche, emigrarono nella Seconda Repubblica Cecoslovacca (il futuro Protettorato di Boemia e Moravia), per scelta oppure costretti con la forza. Il comportamento delle nuove autorità polacche era diverso, ma simile nella natura, a quello cecoslovacco precedente al 1938. Apparvero due fazioni politiche: i socialisti (l'opposizione) e l'ala destra (leale alle nuove autorità nazionali polacche); i politici di sinistra e i loro simpatizzanti erano discriminati e spesso venivano cacciati dai luoghi di lavoro. Il sistema politico polacco fu implementato artificialmente a Zaolzie, nonostante il suo passato storico, politico e di tradizioni fosse differente. I polacchi del luogo continuarono a sentirsi cittadini di seconda categoria e la maggioranza non era soddisfatta della situazione creatasi dopo l'ottobre 1938. Zaolzie rimase parte della Polonia per soli 11 mesi, fino all'invasione della Polonia che ebbe inizio il 1º settembre 1939.
Richard M. Watt descrive la conquista polacca di Teschen con queste parole: "Tra l'euforia generale in Polonia, l'acquisizione di Teschen fu uno sviluppo molto popolare, e nessuno prestò attenzione ai commenti amari del generale cecoslovacco che cedette la regione ai polacchi. Egli predisse che non sarebbe passato molto tempo prima che i polacchi dovessero a loro volta vedere Teschen ai tedeschi."
Watt scrive anche che "l'ultimatum polacco del 1938 alla Cecoslovacchia e la conquista di Teschen furono grossi errori tattici. Qualsiasi diritti abbiano mai avuto i polacchi fu Teschen, la cessione del 1938 fu un enorme errore in termini di danno alla reputazione della Polonia tra le potenze democratiche del mondo."

### La seconda guerra mondiale
Il 1º settembre 1939 la Germania nazista invase la Polonia, dando inizio alla seconda guerra mondiale; di conseguenza, Zaolzie divenne parte del "Distretto militare dell'Alta Slesia". Il 26 ottobre 1939 la Germania annesse unilateralmente Zaolzie come parte del Landkreis Teschen. Durante la guerra, fu introdotta dalle autorità una forte germanizzazione: gli ebrei erano quelli nella posizione più critica, seguiti dai polacchi. Questi ricevevano razioni inferiori di cibo, dovevano pagare tasse in più e non erano autorizzati ad entrare nei teatri e cinema. L'istruzione polacca e ceca cessò di esistere, le organizzazioni polacche furono smantellate e le loro attività furono proibite. Anche il vescovo di Katowice Adamski fu deposto dalla carica di amministratore apostolico delle chiese cattoliche di Zaolzie e il 23 dicembre 1939 Cesare Orsenigo, nunzio apostolico in Germania, restituì queste parrocchie alle arcidiocesi originarie di Breslavia e Olomouc, con effetto dal 1º gennaio 1940.
Le autorità tedesche introdussero il terrore a Zaolzie; l'obiettivo fu specialmente l'intelligentsia polacca, gran parte della quale morì durante la guerra. Assassinii di massa, esecuzioni, arresti, lavori forzati e deportazioni nel campi di concentramento costituivano la vita quotidiana. Il più noto crimine di guerra fu l'assassinio di 36 abitanti di Żywocice il 6 agosto 1944; questo massacro è noto come Tragedia Żywocicka (la tragedia di Żywocice). Il movimento della resistenza, composto principalmente da polacchi, era abbastanza forte a Zaolzie. Fu introdotta la Volksliste, un documento in cui un cittadino non tedesco dichiarava di aver avuto antenati tedeschi; non firmando il documento, si poteva essere soggetti a deportazione in un campo di concentramento. Le persone che firmarono e anche alcune che non firmarono il documento furono arruolate nella Wehrmacht. Nel complesso, a Zaolzie durante la seconda guerra mondiale morirono circa 6.000 persone, di cui 2.500 ebrei e 2.000 altri cittadini (l'80% dei quali polacchi) e più di 1.000 furono gli abitanti di zaolzie che morirono nella Wehrmacht. Alcune centinaia di polacchi di Zaolzie furono assassinati dai sovietici nel Massacro di Katyn'.
In percentuale, Zaolzie soffrì le più alte perdite umane dell'intera Cecoslovacchia, circa il 2,6% della popolazione totale.

### Dal 1945

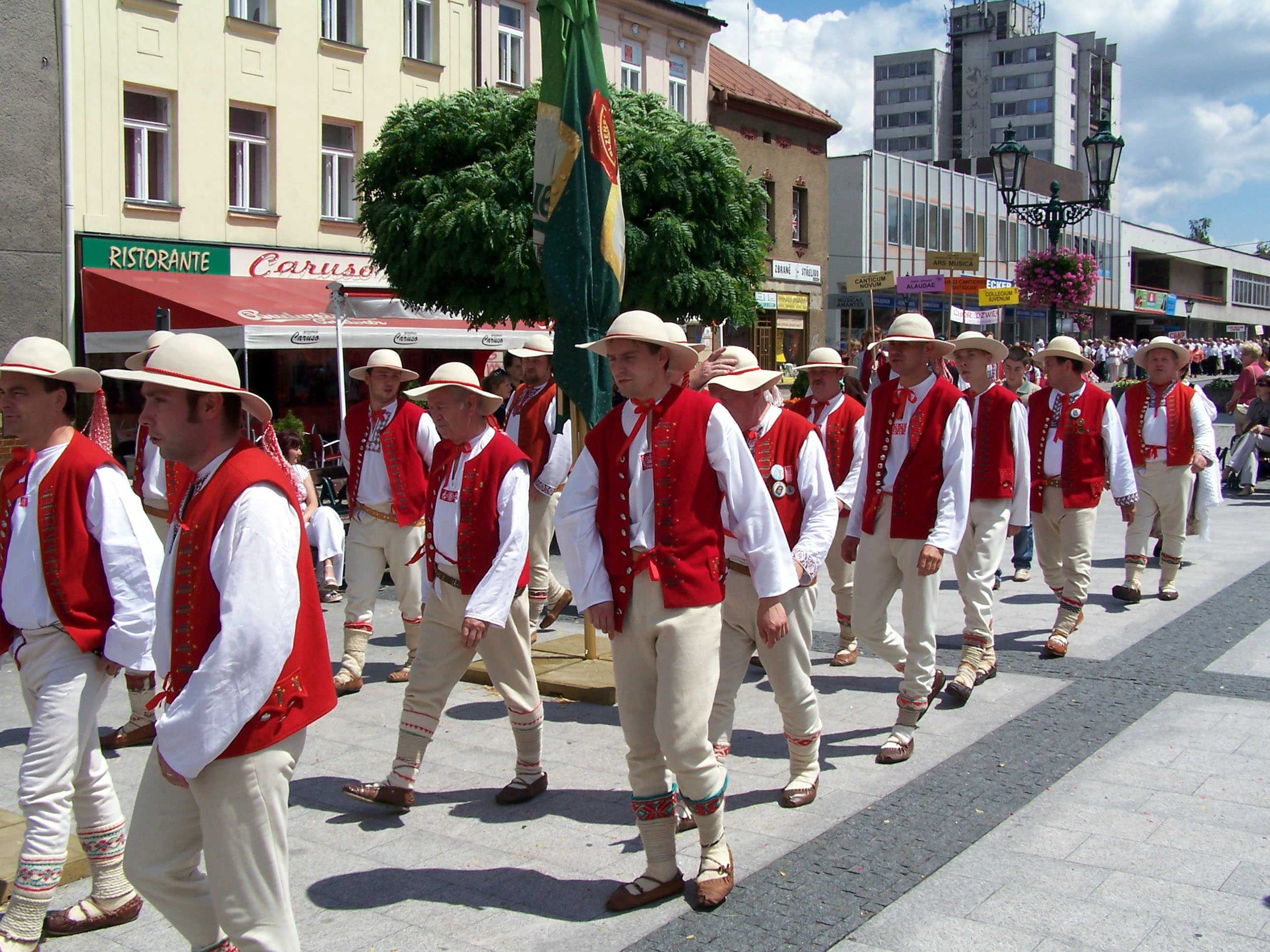
Gorale polacchi di Jablunkov durante il festival PZKO a Karviná, 2007

Subito dopo la seconda guerra mondiale, Zaolzie tornò a far parte della Cecoslovacchia nei confini del 1920, anche se alcuni polacchi speravano che la terra sarebbe tornata alla Polonia. Mentre molti cecoslovacchi di etnia tedesca furono espulsi, la popolazione polacca locale andò di nuovo incontro a discriminazioni, dato che molti cechi li accusavano delle discriminazioni operate dalle autorità polacche nel 1938-39. Le organizzazioni polacche furono bandite, e le autorità cecoslovacche condussero molti arresti e licenziarono diversi polacchi. La situazione migliorò leggermente quando prese il potere il Partito Comunista di Cecoslovacchia nel febbraio 1948; le proprietà polacche confiscate dagli occupanti tedeschi durante la guerra non furono mai restituite.
Per le chiese cattoliche di Zaolzie che dipendevano dall'arcidiocesi di Breslavia, l'arcivescovo Bertram, residente allora nel castello episcopale di Jánský Vrch a Javorník (Jauernig), nominò František Onderek (1888–1962) vicario generale per la parte cecoslovacca dell'arcidiocesi di Breslavia il 21 giugno 1945. Nel luglio 1946 papa Pio XII elevò Onderek ad amministratore apostolico per la parte cecoslovacca dell'arcidiocesi di Breslavia, con sede a Český Těšín, staccando quindi le parrocchie dalla giurisdizione di Breslavia. Il 30 dicembre 1977 papa Paolo VI unì l'amministrazione apostolica all'arcidiocesi di Olomouc con la sua costituzione apostolica Praescriptionum sacrosancti.
La Repubblica Popolare Polacca firmò un trattato con la Cecoslovacchia a Varsavia il 13 giugno 1958, confermando il confine come era esistito il 1º gennaio 1938. Dopo la salita al potere dei comunisti, il boom industriale continuò, dato che molti immigranti giunsero nell'area (principalmente da altre parti della Cecoslovacchia, in particolare dalla Slovacchia). L'arrivo degli slovacchi cambiò significativamente la struttura etnica della regione, dato che molti immigranti furono assimilati nella maggioranza ceca nel corso degli anni. Il numero di coloro che si autodichiaravano slovacchi decrebbe rapidamente e l'ultima scuola elementare slovacca a Karviná fu chiusa diversi anni fa. Con la dissoluzione della Cecoslovacchia nel 1993, Zaolzie rimase parte della Repubblica Ceca, e tuttora vi vive una consistente minoranza polacca.

### Nell'Unione europea
Con l'ingresso sia della Repubblica Ceca che della Polonia nell'Unione europea il 1º maggio 2004, e specialmente con l'ingresso delle nazioni nell'Area Schengen alla fine del 2007, fu ridotto il significato delle dispute territoriali, ponendo fine ai controlli sistematici al confine delle nazioni. I cartelli che proibivano il passaggio lungo il confine furono rimossi, e le persone sono oggi autorizzate a oltrepassare la frontiera ovunque desiderino.

## Censimenti
La struttura etnica di Zaolzie basata sui risultati dei censimenti:
| Anno | Totale  | Polacchi | Cechi   | Tedeschi | Slovacchi |
| ---- | ------- | -------- | ------- | -------- | --------- |
| 1880 | 94.370  | 71.239   | 16.425  | 6.672    | -         |
| 1890 | 107.675 | 86.674   | 13.580  | 7.388    | -         |
| 1900 | 143.220 | 115.392  | 14.093  | 13.476   | -         |
| 1910 | 179.145 | 123.923  | 32.821  | 22.312   | -         |
| 1921 | 177.176 | 68.034   | 88.556  | 18.260   | -         |
| 1930 | 216.255 | 76.230   | 120.639 | 17.182   | -         |
| 1939 | 213.867 | 51.499   | 44.579  | 38.408   | -         |
| 1950 | 219.811 | 59.005   | 155.146 | -        | 4.388     |
| 1961 | 281.183 | 58.876   | 205.785 | -        | 13.233    |
| 1970 | 350.825 | 56.075   | 263.047 | -        | 26.806    |
| 1980 | 366.559 | 51.586   | 281.584 | -        | 28.719    |
| 1991 | 368.355 | 43.479   | 263.941 | 706      | 26.629    |

Fonte: Zahradnik 1992, 178-179. Siwek 1996, 31-38.